# Dia Internacional da Mulher Negra Latino-Americana e Caribenha
O Dia Internacional da Mulher Negra Latino-Americana e Caribenha, também conhecido como Dia Internacional das Mulheres Afrodescendentes ou Dia da Mulher Afro latino-americanos, afro-caribenhos e diáspora, é uma celebração que ocorre anualmente no dia 25 de julho para homenagear as mulheres negras latino-americanas e caribenhas; dar visibilidade à luta contra o racismo e machismo sofrido pelas mulheres negras de todo o planeta; e promover políticas públicas para erradicar o racismo e a discriminação sofrida, principalmente, por mulheres negras.

## História
No dia 25 de julho de 1992, na cidade dominicana de Santo Domingo, ocorreu o 1.º Encontro de Mulheres Negras Latinas e Caribenhas. Neste encontro, onde compareceram mais de 300 representantes de 32 países, foi denunciado os problemas sofridos pelas mulheres negras e apresentado alternativas para as soluções. Deste encontro nasceu a Rede de Mulheres Afro latino-americanas e Afro-Caribenhas que, junto à Organização das Nações Unidas (ONU), conquistaram o reconhecimento do dia 25 de julho como o dia internacional para celebrar as mulheres negras latino-americanas e caribenhas.
No Brasil, através da Lei 12.987/2014, também ficou estabelecido que o dia 25 de julho é o Dia Nacional de Tereza de Benguela e da Mulher Negra, em homenagem a Tereza de Benguela, líder do Quilombo Quariterê e símbolo da resistência negra brasileira; e para homenagear as mulheres negras brasileiras e sua importância na história do país, no passado e presente. Nesta data são realizadas, por todo o território brasileiro, marchas, palestras, atividades culturais, entre outras atividades, tendo mulheres negras como tema principal.